# Scripps-Booth
La Scripps-Booth è stata una casa automobilistica statunitense attiva dal 1913 al 1923 a Detroit, nel Michigan.

## Storia

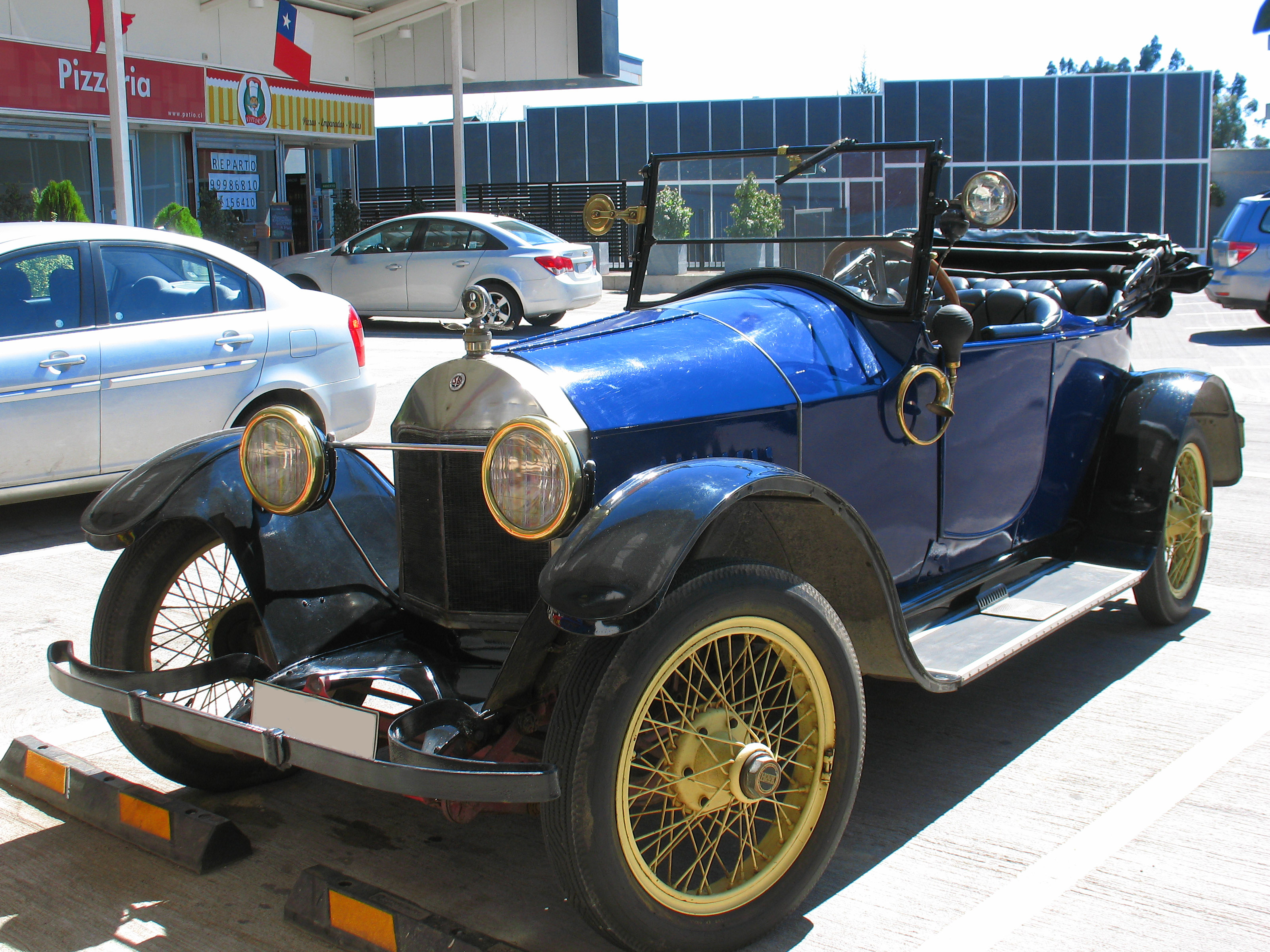
Una Scripps-Booth Model D roadster del 1918

La compagnia è stata fondata da James Scripps Booth, rampollo della famiglia proprietaria della E. W. Scripps Company. I primi modelli prodotti dalla Scripps-Booth furono degli autocicli il cui primo prototipo fu pronto nel 1913, con il nome Bi-Autogo. La prima vettura realizzata, a cui fu dato il nome di Rocket, era in vendita a 385 dollari.
Con lancio della Ford Model T, cioè del primo modello assemblato tramite catena di montaggio, i prezzi delle auto iniziarono a scendere mandando in crisi le vendite degli autocicli. Per tale motivo, dopo 400 esemplari di autocicli prodotti, la Scripps-Booth decise di cambiare mercato iniziando a produrre auto di lusso. L'azienda fondata da Scripps-Booth diventò poi famosa per questo tipo di autovetture. Su uno dei suoi modelli, nel 1914, debuttò la chiusura centralizzata, che divenne comune sulle auto di lusso a partire dal 1956, quando la Packard la introdusse sulle proprie vetture.
Nel 1916 la compagnia si fuse con la Sterling Motor Company a formare la Scripps-Booth Corporation. Nell'occasione la Scripps-Booth fu acquisita dalla Chevrolet, il cui fondatore, William C. Durant, era anche proprietario della Sterling Motor Company. La Scripps-Booth entrò quindi a far parte del gruppo General Motors. Quest'ultimo decise poi, nel 1923, di sopprimere il marchio Scripps-Booth. Durant era infatti uscito di scena, e la General Motors cambiò strategia.